# 萨马纳
萨马纳（西班牙語：Samaná）是萨马纳省的首府，也是多明尼加共和國東北的一個自治市。它位於北部海岸的薩馬納灣。 

## 概要
萨马纳位於多國東北角萨马纳灣的漁村小鎮，1980年代發現此地為北大西洋座頭鯨迴遊地區，讓萨马纳逐漸發展成為賞鯨觀光區，每年一到三月中約有三千頭座頭鯨從北大西洋遷移至此，讓世界各地三萬名旅客到此賞鯨。萨马纳灣亦為古代西班牙商船沉船之地，許多國外打撈業者和研究人員在此地尋找沉船寶藏，目前該地仍有多艘沉船待為打撈。

## 地理
萨马纳原本是位於沿海岸一帶小平原的漁村，但現在，大多數的市街已經往丘陵地帶的平地發展。是萨马纳省最大的城市。它有總面積412,11平方公里（幾乎占該省總面積的49 ％），直轄市的行政區包括三個市轄區 （Arroyo Barril, El Limón 和 Las Galeras ）。 
該市的平均年降雨量是2,349.8毫米，年平均溫度為攝氏26.5度。

## 經濟
該直轄市的主要經濟活動是旅遊業、農產品加工業和漁業。